# Chris Nicholl
Christopher John "Chris" Nicholl (Wilmslow, 12 de outubro de 1946 – 24 de fevereiro de 2024) foi um futebolista e treinador norte-irlandês que atuava como defensor.
Uma curiosidade a seu respeito é que ele fez os 4 gols do empate em 2 x 2 do seu time, o Aston Villa, contra o Leicester, em 1976 (ou seja, 2 foram contra).

## Carreira
Chris Nicholl fez parte do elenco da Seleção Norte-Irlandesa de Futebol, da Copa do Mundo FIFA de 1982.

### Gols pela Seleção
| #  | Data                  | Local                         | Adversário | Placar (Gol) | Resultado Final | Competição                                      |
| -- | --------------------- | ----------------------------- | ---------- | ------------ | --------------- | ----------------------------------------------- |
| 1. | 30 de Outubro de 1974 | Råsundastadion, Stockholm     | Suécia     | 1–0          | 2–0             | Eliminatórias para a Eurocopa de 1976           |
| 2. | 2 de Maio de 1979     | Windsor Park, Belfast         | Bulgária   | 1–0          | 2–0             | Eliminatórias para a Eurocopa de 1980 - Grupo 1 |
| 3. | 11 de Junho de 1980   | Sydney Cricket Ground, Sydney | Austrália  | 1–0          | 2–1             | Amistoso                                        |